# Pierwyj kanał
Pierwyj kanał (ros. Первый канал, tłum. „Kanał pierwszy”) – publiczna stacja telewizyjna Federacji Rosyjskiej, mająca największy zasięg odbiorców w Rosji (98,8% populacji).

## Historia
Za początki rosyjskiej telewizji uznaje się 1 maja 1931 roku, kiedy nadano pierwsze próbne obrazy bez dźwięku za pomocą fal radiowych na teren Moskwy. 1 października 1931 roku rozpoczęto nadawanie dźwiękowe telewizji. Później, telewizja zaczęła pojawiać się również w Leningradzie i Odessie. Moskwa zaczęła nadawanie 12 razy w miesiącu po 60 minut. W marcu 1939 roku rozpoczęto regularne transmisje telewizyjne. W latach 1941–1945 nie emitowano programów telewizyjnych. Programy zostały wznowione 7 maja 1945 roku. 22 marca 1951 roku otwarto Centralne Studio Telewizyjne w Moskwie i od tego momentu rozpoczyna się era pierwszego programu rosyjskiej telewizji. 14 lutego 1956 roku rozpoczęto emisję drugiego programu telewizji radzieckiej. 14 stycznia 1960 roku rozpoczęto eksperymentalne nadawanie programu w kolorze, niedługo potem pojawia się trzeci (moskiewski) i czwarty (edukacyjny) program radzieckiej telewizji. 10 października 1967 roku pierwszy program rozpoczyna nadawanie w kolorze na stałe. Od 1976 roku za pośrednictwem systemu satelitarnego „Orbita” rozpoczęto emitowanie kanału z przesunięciami czasowymi odpowiednimi dla stref czasowych ZSRR. W 1988 roku telewizja radziecka pokazała pierwszą reklamę w jej dziejach – napoju „Pepsi”, w której występował Michael Jackson. 2 listopada 1989 roku złamano monopol państwowej telewizji w ZSRR, pojawił się prywatny kanał 2x2, likwidując trzeci program. 16 września 1991 roku zlikwidowano czwarty program radzieckiej telewizji (niedługo potem pojawił się tu 4 kanał Ostankino teraz NTV), częstotliwości oddano byłym republikom ZSRR na własne audycje.
1 stycznia 1992 zlikwidowano istniejący wcześniej Program Pierwszy Centralnej Telewizji ZSRR, powołując w jego miejsce Kanał Ostankino (od nazwy wieży telewizyjnej w Moskwie). Niestety nie udało się odbudować zaufania widzów do totalitarnej wcześniej telewizji i kanał przegrywał w kwestiach oglądalności z prywatnymi stacjami. W związku z tym zdecydowano o kolejnej zmianie wizerunku i 1 kwietnia 1995 roku rozpoczął nadawanie kanał o nazwie ORT.
20 października 1996 na częstotliwościach ORT na Ukrainie rozpoczęła nadawanie telewizja Inter.
17 listopada 1997 na częstotliwościach ORT w Kazachstanie rozpoczął nadawanie Pierwyj kanał Jewrazija.
1 września 1999 na częstotliwościach ORT w Mołdawii rozpoczął nadawanie Prime.
27 sierpnia 2000 w związku z pożarem wieży telewizyjnej Ostankino, programy ORT zaczęły się pojawiać w telewizji RTR. Jednak 4 września 2000 ORT wrócił do oddzielnego nadawania.
25 czerwca 2002 na częstotliwościach ORT na Białorusi rozpoczął nadawanie ONT.
2 września 2002 roku kanał ORT zmienił nazwę na Pierwyj kanał, nastąpiła całkowita zmiana ramówki, a stacja zaczęła przynosić zyski.
4 września 2002 na częstotliwościach telewizji Pierwyj kanał w Estonii, Litwie i na Łotwie rozpoczął nadawanie Pirmais Baltijas Kanāls, nadający z Łotwy.
W listopadzie 2003 Pierwyj Kanał przeszedł na nadawanie w stereo.
1 czerwca 2011 Pierwyj kanał przeszedł na nadawanie w formacie 16:9 (w DVB-T i na satelicie) oraz w 14:9 (w emisji analogowej do 2019).
W latach 1993–2022 był aktywnym członkiem Europejskiej Unii Nadawców (EBU) jako Channel One Russia (C1R), został wykluczony z organizacji z powodu inwazji Rosji na Ukrainę.

### Nazwy kanału
- od 1938 do 21 marca 1951 – Radziecka Telewizja Centralna
- od 22 marca 1951 do 25 grudnia 1991 – Pierwszy Program Centralnej Telewizji ZSRR
- od 26 grudnia 1991 do 31 marca 1995 – Pierwszy Kanał Ostankino
- od 1 kwietnia 1995 do 1 września 2002 – Powszechny Program Telewizji Rosyjskiej (ORT)
- od 2 września 2002 – Pierwyj kanał

### Dyrektorzy kanału
- 1951-1957 – Władimir Spiridonowicz Osminin
- 1957-1960 – Gieorgij Aleksandrowicz Iwanow
- 1960-1980 – Piotr Iljicz Szabanow
- 1980–1994 – brak danych
- 1995 – Władisław Listjew
- 1997–1998 – Aleksander Lubimow
- 1999–2000 – Sergiej Goriaczew
- od 2001 – Konstantin Ernst

## Programy informacyjne
- Wriemia – główny dziennik informacyjny pierwszego kanału, nadawany codziennie z Moskwy o godzinie 21:00.
- Nowosti – szybki serwis informacyjny nadawany w formie piętnastominutowych audycji o godzinie 9:00, 12:00, 15:00, 18:00 i 23:30.

## Odbiór w Polsce
Do 1997 roku ORT był odbierany również w Warszawie. Najpierw, do 1985 roku, Program Pierwszy Centralnej Telewizji ZSRR nadawał z Marysina Wawerskiego na kanale 8. W 1985 roku emisja została przeniesiona na kanał 51 i od tej pory kanał nadawał z Pałacu Kultury i Nauki. 3 stycznia 1994 na kanale 51 rozpoczął nadawanie TVP Warszawa, a tym samym Pierwszy Kanał Ostankino przeniósł się na kanał 41. W 1997 roku ORT zrezygnował z nadawania w Warszawie. W 1999 r. na kanale 41 rozpoczęła nadawanie Telewizja Niepokalanów (obecnie TV Puls).
ORT był odbierany również w Świnoujściu na kanale 1, w Szczecinie na kanale 3 z budynku TVP Szczecin, w Chojnie na kanale 6 (na terenie jednostki Północnej Grupie Wojsk) oraz w Poznaniu na kanale 6 z budynku Konsulatu ZSRR (potem Federacji Rosyjskiej) w Poznaniu.
Od 2022 r. po rosyjskiej napaści na Ukrainę jego emisja została zakazana w Polsce.

## Powiązane kanały
W 2005 r. Pierwyj Kanał zaczął dodawać tematyczne kanały w płatnej telewizji zaczynając Od Dom Kino i Pierwyj Kanał Muzyka (teraz: Muzyka Pierwsza) Większość z nich są w formie polskich kanałów Multi+ należących do Canal+ od czerwca 2022 wszystkie te kanały (z wyjątkiem Karusel mimo tego że to jest Kanał FTA) należą do operatora Trikolor
Lista programów:
- Dom Kino (Дом Кино) – główne ciekawe filmy
- Muzyka Pierwszego (Музыка Первого) – całodobowy muzyczny kanał
- Telecafé (Телекафе) – kanał kulinarny
- Wriemia (Время) – kanał dokumentalny na podstawie tego samego programu na Pierwyj Kanał
- Bóbr (Бобёр) – kanał poświęcony o ulepszaniu domów
- Dom Kino Premuim (Дом Кино Премиум) – kanał nadający filmy premium
- O! – dziecięcy kanał telewizyjny
- Chodźmy (Поехали) – kanał turystyczny
- Zwycięstwo! (Победа) – kanał o ojczyźnie Rosji

Pozostałe kanały (w darmowej tv)
- Piąty Kanał (Пятый канал) – drugi kanał od Pierwyj Kanał jest odpowiednikiem TVP2 Uruchomiony 7 lipca 1938 r.
- Karusel (Карусель) – dziecięcy kanał telewizyjny ze współpracy VGTRK

Byłe kanały telewizyjne:
- Erudycja (Эрудит) – edukacyjny kanał telewizyjny
- Teleniania (Теленяня) – były kanał telewizyjny z bajkami dla dzieci w wieku 2–5 lat w 27 Grudnia 2010 Pierwyj kanał połączył Telenianię razem z kanałem dla dzieci i blokiem na Rossija K (do 2009 była na RTR Rosja (Rosja 1) i RTR Sport (Rosja 2/Match! TV), czyli Bibigon od VGTRK. Teleniania i Bibigon zostali połączeni na jeden bezpłatny kanał Karusel